# Гебель, Рудольф
Рудольф Франц Гёбель (нем. Rudolf Goebel; 15 апреля 1872, Вена — 30 мая 1952, Вена) — австрийский архитектор.

## Биография
Родился в Вене в семье шляпного мастера. Учился в Венской государственной ремесленной школе, после окончания которой в течение около пяти лет практиковался в строительной отрасли. Осенью 1895 года начал заниматься у Отто Вагнера в Венской академии изящных искусств, но прервал учебу после первого семестра. Тем не менее он стал одним из самых востребованных архитекторов Вены начала XX века. После окончания Первой мировой войны почти перестал получать заказы.
Гёбель строил жилые дома (как многоквартирные доходные дома, так и виллы) и коммерческие здания, как правило, по заказам состоятельных буржуа. На рубеже XIX—XX веков по заказу императора Франца Иосифа I создал проект мемориальной церкви в память императрицы Елизаветы в горах Шнеберг в Нижней Австрии. Одним из немногих государственных заказов был проект жилого комплекса «Ребек-Хоф» в венском районе Дёблинг, построенного в 1929 году: эта последняя постройка Гёбеля признана памятником архитектуры.